# Códices astecas
Os códices astecas são livros escritos pelos astecas pré-colombianos e da era colonial. Estes códices constituem algumas das melhores fontes primárias sobre a cultura asteca.
Os códices pré-colombianos diferem dos códices europeus por serem sobretudo pictoriais; não simbolizavam narrativas faladas ou escritas. Os códices da era colonial não contêm apenas pictogramas astecas, mas também nauatle clássico (em alfabeto latino), espanhol, e ocasionalmente latim.
Apesar de existirem muito poucos códices anteriores à conquista espanhola, a tradição do tlacuilo (pintor dos códices) sobreviveu à transição para a cultura colonial; actualmente os estudiosos têm acesso a um corpo de aproximadamente 500 códices da era colonial.

## Códice Borbónico

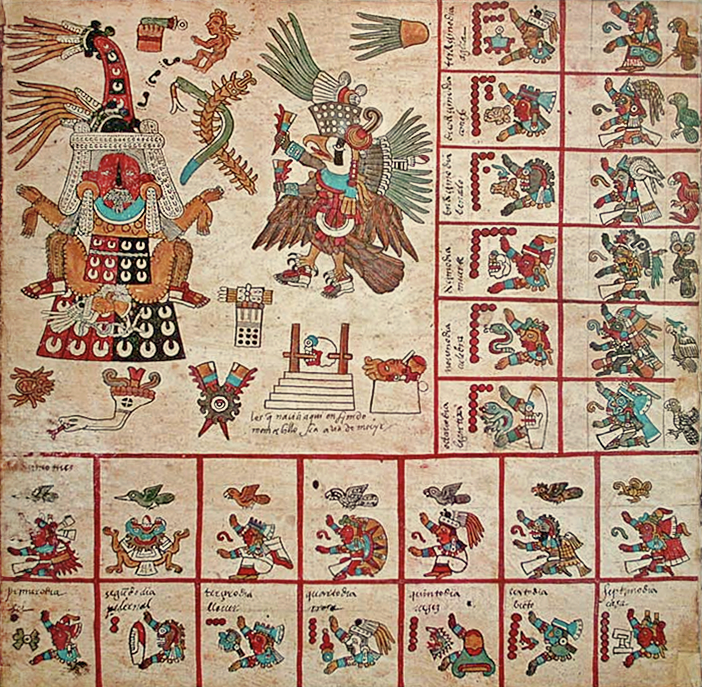
Página 13 do Códice Borbónico.

O códice do borbónico é um códice escrito por sacerdotes astecas pouco antes ou depois da conquista do México. Tal como todos os códices pré-colombianos, era original de natureza totalmente pictorial, tendo sido posteriormente adicionadas algumas descrições em espanhol. Pode ser dividido em três secções: 
1. Um tonalamatl (ou calendário divinatório) elaborado;
2. Uma documentação do ciclo mesoamericano de 52 anos, mostrando em ordem sequencial as datas dos primeiros dias de cada um destes 52 anos solares;
3. Uma secção de rituais e cerimónias, particularmente aquelas que fecham o ciclo de 52 anos, quando o Fogo Novo tem de ser acendido.

Encontra-se na Biblioteca da Assembleia Nacional, em Paris.

## Códice Boturini

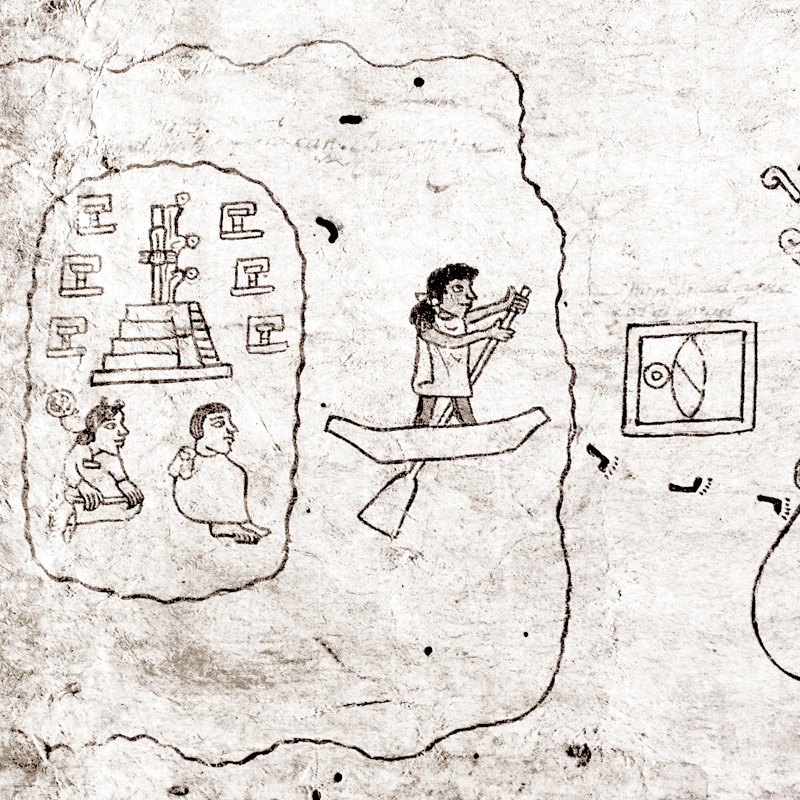
Detalhe da primeira página do códice Boturini, representando a partida de Aztlan.

O códice Boturini foi pintado por um autor asteca desconhecido entre 1530 e 1541, aproximadamente um decénio após a conquista do México. É um códice de natureza pictorial e conta a história da viagem lendária dos astecas desde Aztlan até ao Vale do México.
Em lugar de utilizar páginas separadas, o autor usou uma longa folha de amate, dobrada em 21 páginas e meia em acordeão. Há um rasgo a meio da vigésima segunda página, não sendo claro se o autor pretendia ou não que o manuscrito terminasse naquele ponto. Ao contrário de muitos outros códices astecas, os desenhos não são coloridos, mas estão constituídos apenas por contornos feitos com tinta preta.
Também conhecido como Tira de la Peregrinación, foi nomeado após o nome de um dos seus primeiros proprietários europeus, Lorenzo Boturini Bernaducci (1702 – 1751). Encontra-se actualmente no Museu Nacional de Antropologia na Cidade do México.

## Códice Mendoza

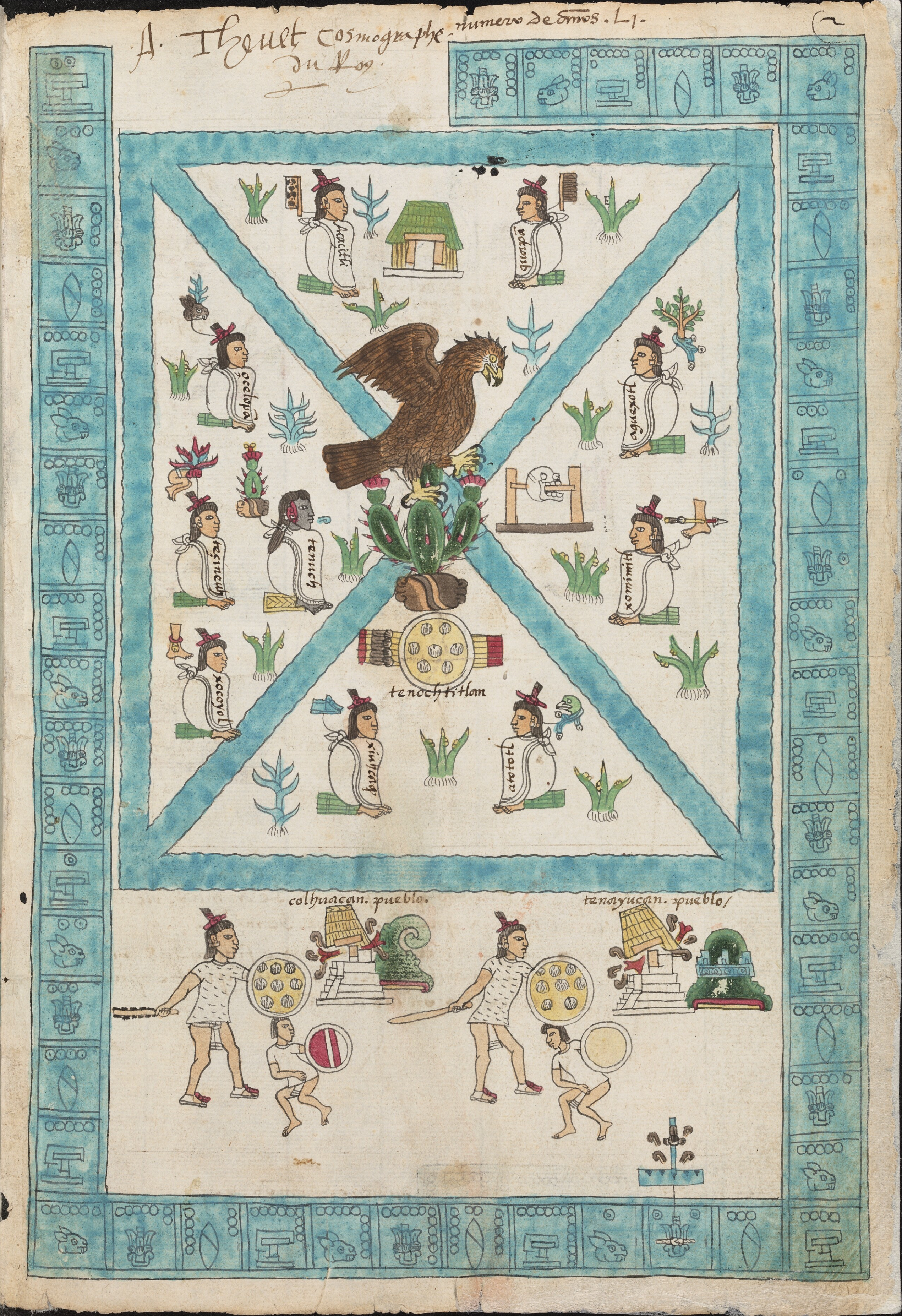
Parte da primeira página do códice Mendoza, representando a fundação de Tenochtitlan.

O códice Mendoza (ou códice Mendocino) é um documento pictorial, com anotações e comentários em espanhol, elaborado por volta de 1541. Divide-se em três secções: uma história de cada governante asteca e suas conquistas, uma lista dos tributos pagos por cada província tributária, e uma descrição geral da vida quotidiana dos astecas. Encontra-se na Biblioteca Bodleiana, em Oxford. Deve o seu nome ao vice-rei Antonio de Mendoza, que terá solicitado a sua elaboração.

## Códice Florentino
O códice florentino é um conjunto de doze livros criados sob a supervisão de Bernardino de Sahagún entre 1540 e 1585, aproximadamente. É uma cópia de materiais originais que entretanto se perderam, talvez destruídos pelas autoridades espanholas que confiscaram os manuscritos de Sahagún. Talvez mais do que qualquer outra fonte, o códice florentino tem sido a principal fonte de informação sobre a vida asteca nos anos anteriores à conquista do México, ainda que uma cópia completa do códice, com todas as suas ilustrações, não tenha sido publicada até 1979. Até então, apenas a tradução espanhola, censurada e reescrita, estava disponível.

## Códice Osuna

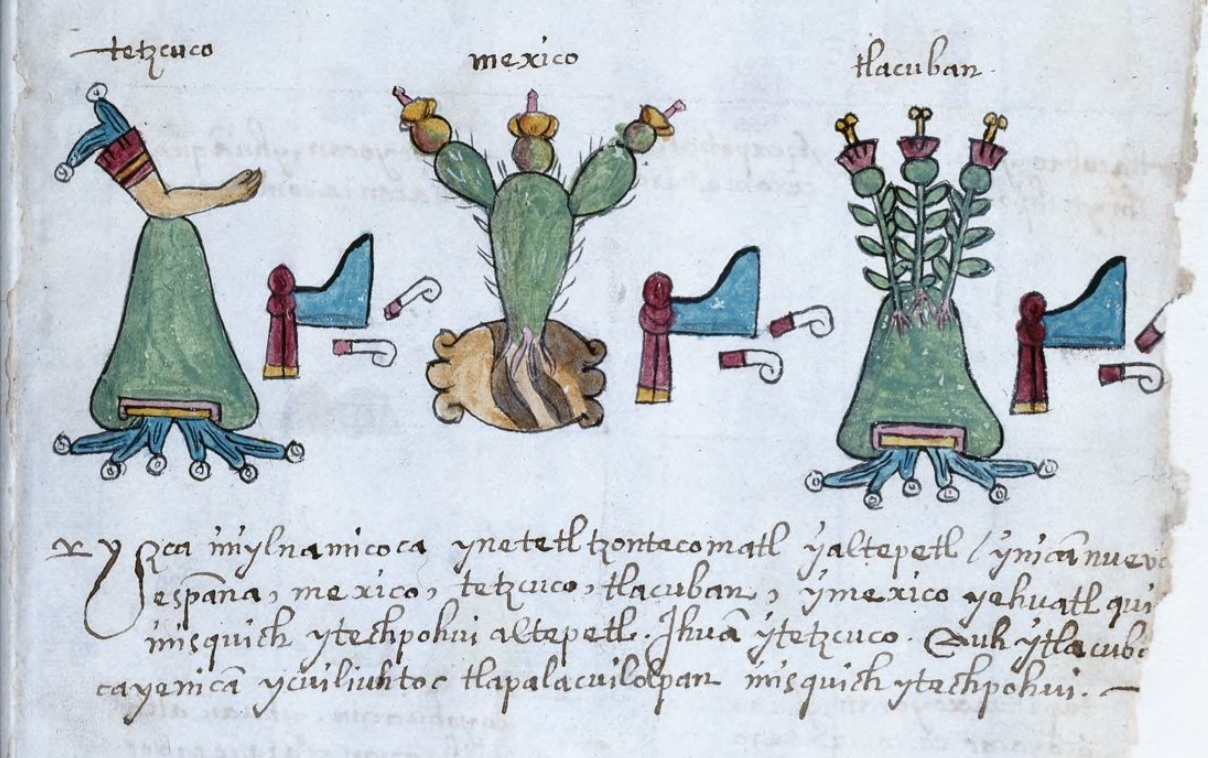
Secção da página 34 do códice Osuna mostrando os glifos de Texcoco, Tenochtitlan e Tlacopan.

O códice Osuna é um conjunto de sete documentos distintos criados no início de 1565 para servirem de prova contra o governo do Vice-rei Luis de Velasco durante o inquérito promovido por Jerónimo de Valderrama em 1563-66. Neste códice, os líderes indígenas reclamam do não-pagamento de vários bens e serviços prestados pelos seus povos, incluindo a construção de edifícios e ajuda doméstica.
Originalmente este códice era apenas pictorial. Durante a sua revisão pelas autoridades espanholas foram adicionadas descrições e comentários em nauatle, e uma tradução espanhola do nauatle. Actualmente está composto por apenas 39 folhas, porém sabe-se que originalmente era bastante mais extenso. Encontra-se na Biblioteca Nacional de Espanha desde 1891, data da aquisição da colecção do Duque de Osuna pelo governo espanhol.

## Códice Aubin
O códice Aubin é uma história pictórica dos astecas, desde a sua partida de Aztlan, passando pela conquista do México até ao início do período colonial, terminando em 1607. Composto por 81 folhas, foi provavelmente iniciado em 1576, e é possível que Diego Durán tenha supervisionado a sua preparação, uma vez que foi publicado em 1867 com o título Historia de las Indias de Nueva-España y islas de Tierra Firme, listando Durán como o autor.
Entre outros tópicos, o códice Aubin contém uma descrição nativa do Massacre do Templo Maior em 1520.
Também chamado "Manuscrito de 1576" e "códice Durán", este documento encontra-se no Museu Britânico e uma cópia do seu comentário encontra-se na Biblioteca Nacional de França. Uma cópia do original encontra-se na Universidade de Princeton na Colecção Robert Garrett. Não deve ser confundido com o Tonalamatl Aubin.

## Códice Magliabechiano

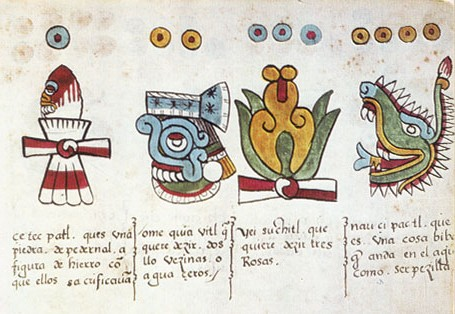
Verso da folha 11 do códice Magliabechiano, mostrando os sinais dos dias faca, chuva, flor e crocodilo.

O códice Magliabechiano foi criado em meados do século XVI, no início do período colonial. Baseado num códice anterior desconhecido, o códice Magliabechiano é sobretudo um documento religioso, descrevendo os 20 nomes dos dias do tonalpohualli, as 18 festas mensais, o ciclo de 52 anos, várias deidades, rituais religiosos indígenas, vestes e crenças cosmológicas.
Este códice é composto por 92 páginas de papel europeu, com desenhos e texto em espanhol em ambos os lados de cada página.
Nomeado após Antonio Magliabechi, um coleccionador italiano de manuscritos do século XIX, encontra-se actualmente na Biblioteca Nacional Central de Florença, na Itália.

## Códice Cozcatzin
O códice Cozcatzin é um manuscrito encadernado, do período pós-conquista, consistindo de 18 folhas (36 páginas) de papel europeu, datado de 1572, ainda que provavelmente tenha sido criado mais tarde. Largamente pictorial, tem pequenas descrições em espanhol e nauatle.
A primeira secção do códice contém uma lista de terras concedidas por Itzcoatl em 1439 e faz parte de uma queixa contra Diego Mendoza. Outras páginas listam informação histórica e genealógica, focada em Tlatelolco e Tenochtitlan. A página final consiste de descrições astronómicas em espanhol.
Nomeado após Juan Luis Cozcatzin, que surge no códice como "alcalde ordinario de esta ciudad de Mexico" ("prefeito ordinário desta cidade do México"). Encontra-se actualmente na Biblioteca Nacional de França.

## Códice Ixtlilxochitl
O códice Ixtlilxochitl é um fragmento de códice do início do século XVII detalhando, entre outros assuntos, um calendário de festas e rituais celebrados nos teocallis astecas durante o ano mexicano. Cada um dos 18 meses é representado por um deus ou por um personagem histórico.
Escrito em espanhol, este códice tem 50 páginas em 27 folhas de papel europeu separadas, com 29 desenhos. Derivado do mesmo documento original do códice Magliabechiano. Nomeado após Fernando de Alva Cortés Ixtlilxochitl (entre 1568 & 1578 - c. 1650), um membro da família que governava Texcoco, e encontra-se na Biblioteca Nacional de França.

## Libellus de Medicinalibus Indorum Herbis

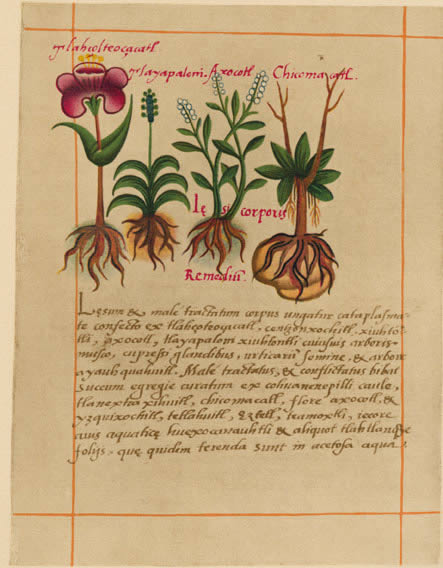
Página do Libellus ilustrando as plantas tlahçolteoçacatl, tlayapaloni, axocotl e chicomacatl.

O Libellus de Medicinalibus Indorum Herbis (em latim  "Pequeno Livro das Ervas Medicinais dos Índios") é um manuscrito que descreve as propriedades medicinais de várias plantas usadas pelos astecas. Foi traduzido para latim por Juan Badiano, a partir dum original em nauatle produzido em Tlatelolco em 1552 por Martín de la Cruz, o qual já não existe. Também conhecido como códice Badiano, códice Cruz-Badiano ou códice Barberini. Encontra-se actualmente na biblioteca do Instituto Nacional de História e Antropologia, na Cidade do México.

## Outros códices
- Códice Bórgia - códice ritual pré-hispánico. O mesmo nome é dado a vários códices do chamado Grupo Bórgia:
  - Códice Laud
  - Códice Vaticanus B
  - Códice Cospi
  - Códice Fejérváry-Mayer - códice calendáio pré-hispânico.
- Códice Telleriano-Remensis - calendário, almanaque divinatório e história do povo asteca.
  - Códice Ríos - tradução italiana e aumento do códice Telleriano-Remensis.
- Códice Ramírez - uma história por Juan de Tovar.
- Anales de Tlatelolco ou "Unos Anales Históricos de la Nación Mexicana" - pós-conquista.
- Códice Xolotl - códice pictorial contando a história do Vale do México, e de Texcoco em particular, desda a chegada de Xolotl ao vale até à derrota de Azcapotzalco em 1428.
- Códice Azcatitlan
- Mapa de Cuauhtinchan No. 2 - mapa indígena pós-conquista, legitimando direitos fundiários dos Cuauhtinchantlacas.

- História de Tlaxcala, ou Lienzo de Tlaxcala - escrito por e sob a supervisão de Diego Muñoz Camargo nos anos que precederam 1585.